# Stade Henry Jeanne
Stade Henry Jeanne – wielofunkcyjny stadion w Bayeux, we Francji. Obiekt może pomieścić 3444 widzów, z czego 444 to miejsca na trybunie głównej, pozostałe są stojące i niezadaszone. Na obiekcie swoje spotkania rozgrywa drużyna FC Bayeux. Stadion był jedną z aren piłkarskich Mistrzostw Europy U-19 2010. Zostały na nim rozegrane trzy spotkania grupowe turnieju.